# Oltremare - Non è l'America
Oltremare - Non è l'America è un film del 1998 diretto da Nello Correale.

## Costi e incassi
Il film si rivelò un clamoroso flop al botteghino: a fronte di un finanziamento statale di 603.598€, ne incassò appena 11.000.